# ماري ريفيير
ماري ريفيير (بالفرنسية: Marie Rivière)‏ هي كاتبة سيناريو وممثلة فرنسية، ولدت في 22 ديسمبر 1956 في فرنسا.

## وصلات خارجية
- ماري ريفيير على موقع IMDb (الإنجليزية)
- ماري ريفيير على موقع ألو سيني (الفرنسية)
- ماري ريفيير على موقع أول موفي (الإنجليزية)
- ماري ريفيير على موقع قاعدة بيانات الأفلام السويدية (السويدية)
- ماري ريفيير على موقع قاعدة بيانات الفيلم (الإنجليزية)
- ماري ريفيير على موقع كينوبويسك (الروسية)